# Alex Essoe
Alexandra Essoe (Dhahran, 9 marzo 1992) è un'attrice canadese.

## Biografia
Essoe nasce in Arabia Saudita da genitori immigrati canadesi e americani, per poi trasferirsi a Toronto all'età di 12 anni assieme alla famiglia. La madre era un'attrice teatrale. Inizialmente aspirava ad essere un'insegnante ma, dopo un paio di anni come modella, Essoe prese parte a un seminario di recitazione a Toronto, per poi proseguire gli studi in una scuola di recitazione di Vancouver e poi Los Angeles. All'inizio della sua carriera recita nella serie tv Reaper - In missione per il Diavolo e diversi cortometraggi. Da quel momento è apparsa principalmente in ruoli per film horror. Il primo ruolo da protagonista di Essoe è stato nel 2014, per l'horror Starry Eyes, e nel 2017 per Midnighters. A partire dal 2019 ha collaborato numerose volte con il regista Mike Flanagan, recitando nel ruolo di Wendy Torrance in Doctor Sleep e come attrice non protagonista nelle serie The Haunting of Bly Manor (2020) e Midnight Mass (2021).

## Filmografia parziale

### Attrice

#### Cinema
- Passion Play, regia di Mitch Glazer (2010)
- Così è la vita (Life Happens), regia di Kat Coiro (2011)
- Ecstasy, regia di Lux (2011)
- Boy Toy, regia di Christie Will Wolf – direct-to-video (2011)
- Dancing with Shadows, regia di Byron Lamarque (2012)
- Starry Eyes, regia di Kevin Kölsch e Dennis Widmyer (2014)
- Grim Grinning Ghost, episodio di Tales of Halloween, regia di Axelle Carolyn (2015)
- The Neighbor, regia di Marcus Dunstan (2016)
- Fashionista, regia di Simon Rumley (2016)
- Midnighters, regia di Julius Ramsay (2017)
- Polaris, regia di Patrick O'Bell (2017)
- The Super, regia di Stephan Rick (2017)
- Sisters, regia di Charles Ancelle – cortometraggio (2017)
- The Maestro, regia di Adam Cushman (2018)
- Red Island, regia di Lux (2018)
- The Drone, regia di Jordan Rubin (2019)
- Homewrecker, regia di Zach Gayne (2019)
- States, regia di Zach Gayne (2019)
- Doctor Sleep, regia di  (2019)
- Death of Me, regia di Darren Lynn Bousman (2020)
- Faceless, regia di Marcel Sarmiento (2021)
- Trim Season, regia di Ariel Vida (2023)
- L'esorcista del papa (The Pope's Exorcist), regia di Julius Avery (2023)
- The Last Stop in Yuma County, regia di Francis Galluppi (2023)

#### Televisione
- Reaper - In missione per il Diavolo (Reaper) – serie TV, episodio 1x17 (2008)
- Crash – serie TV, episodio 2x06 (2009)
- House of Lies – serie TV, episodio 2x04 (2013)
- Ossessioni nascoste (Don't Wake Mommy), regia di Chris Sivertson – film TV (2015)
- The Haunting – serie TV, 4 episodi (2020)
- Midnight Mass, regia di Mike Flanagan – miniserie TV (2021)
- The Midnight Club – serie TV, episodio 1x08 (2022)
- La caduta della casa degli Usher (The Fall of the House of Usher) – miniserie TV, puntata 02 (2023)

### Sceneggiatrice
- Free to Go, regia di Zach Gayne – cortometraggio (2008)
- Homewrecker, regia di Zach Gayne (2019)

### Produttrice
- Homewrecker, regia di Zach Gayne (2019)

## Doppiatrici italiane
- Mariagrazia Cerullo in Doctor Sleep (film 2019)